# Fritz Hofbauer
Fritz Hofbauer (* 11. Mai 1884 in Wien; † 10. Dezember 1968 ebenda) war ein österreichischer Schauspieler und Hörspielsprecher.

## Leben
Fritz Hofbauer begann seine künstlerische Laufbahn 1904. Bereits unter der Ära Max Reinhardts gehörte er zeitweise dem Deutschen Theater in Berlin an. Nach dem Zweiten Weltkrieg spielte Hofbauer bis zu deren Schließung 1956 an der Scala Wien und siedelte noch im selben Jahr in die damalige DDR über, wo er erneut am Deutschen Theater auftrat, daneben auch an der Volksbühne und am Maxim Gorki Theater. Bereits 1939 war er in einer Aufführung von Winnetou von Karl May auf der Felsenbühne Rathen zu sehen gewesen.
Noch in der Stummfilmzeit begann Hofbauer auch vor der Kamera zu arbeiten. 1917 spielte er in einer frühen Verfilmung des Rasputin-Stoffes und dem Kriminalfilm Das Mysterium des Schlosses Clauden unter der Regie von Rudolf Meinert. Auch nach Aufkommen des Tonfilms sah man Hofbauer weiterhin gelegentlich auf der Leinwand. 1934 spielte er die Figur des Walter Fürst in Heinz Pauls Filmversion von Wilhelm Tell. Nach 1945 wirkte er zunächst in einigen österreichischen Produktionen mit, später drehte er für die DEFA und das DDR-Fernsehen. Zwischen 1959 und 1963 war Hofbauer darüber hinaus gelegentlich als Hörspielsprecher tätig. 

## Filmografie (Auswahl)
- 1917: Das Mysterium des Schlosses Clauden
- 1917: Gesühnte Schuld
- 1917: Rasputin
- 1921: Lucifer
- 1923: Du sollst nicht töten
- 1924: Die Tochter der Frau von Larsac
- 1926: Der Meineidbauer
- 1931: Der Storch streikt. Siegfried der Matrose
- 1932: Holzapfel weiß alles
- 1934: Wilhelm Tell
- 1936: Standschütze Bruggler
- 1947: Die Welt dreht sich verkehrt
- 1949: Kleiner Schwindel am Wolfgangsee
- 1958: Der Herr aus Zürich
- 1960: Was wäre, wenn …?
- 1961: Guten Tag, lieber Tag
- 1963: Blaulicht – Heißes Geld
- 1964: Als Martin vierzehn war
- 1964: Pension Boulanka
- 1965: Der Mann mit dem Gewehr
- 1966: Der arme Konrad
- 1968: Wie man Karriere macht

## Hörspiele
- 1959: Unter Korsaren – Autor: Werner Legère – Regie: Fritz Göhler
- 1960: Der Revisor – Autor: Nikolai Wassiljewitsch Gogol – Herwart Grosse
- 1960: Pickhuhns Geburtstag – Autor: Walter Karl Schweickert – Regie: Helmut Hellstorff
- 1962: Die Ballade von der Trompete und der Wolke – Autor: Ciril Kosmač – Regie: Fritz Göhler
- 1963: Solange das Herz schlägt – Autor: Boris Nikolajewitsch Polewoi – Regie: Fritz Göhler